# 후젠관
후젠관(중국어 간체자: 胡建关, 정체자: 胡建關, 병음: Hú Jiànguān, 한자음: 호건관, 1993년 5월 11일~)은 중화인민공화국의 권투 선수이다. 2016년 하계 올림픽에서 플라이급 동메달을 획득했으며 세계 선수권 대회에서 동메달 1개를 획득했다.